# Psilopa singaporensis
Psilopa singaporensis är en tvåvingeart som först beskrevs av Kertesz 1901.  Psilopa singaporensis ingår i släktet Psilopa och familjen vattenflugor. Inga underarter finns listade i Catalogue of Life.